# Baphia bequaertii
Baphia bequaertii är en ärtväxtart som beskrevs av De Wild. Baphia bequaertii ingår i släktet Baphia och familjen ärtväxter. Inga underarter finns listade i Catalogue of Life.